# 37 hores desesperades
37 hores desesperades (títol original: The Desperate Hours) és una pel·lícula estatunidenca dirigida per William Wyler en 1955, produïda per la Paramount Pictures. Ha estat doblada al català

## Argument
Una petita ciutat de les Estats Units, en els anys 1950: Glenn Griffin, perillós presoner evadit, a la recerca d'un cotxe, ocupa amb els seus còmplices la casa de la família Hilliard, retinguda com a ostatge per facilitar la seva fugida del país. El pare, Daniel, fa tot el possible per salvar els seus; l'enfrontament violent amb Griffin és inevitable, complicada per la intervenció de la policia...

## Repartiment
- Humphrey Bogart: Glenn Griffin
- Fredric March: Daniel C. Hilliard
- Martha Scott: Eleanor Hilliard
- Mary Murphy: Cindy Hilliard
- Richard Eyer: Ralphie Hilliard
- Arthur Kennedy: El xèrif Jesse Bard
- Dewey Martin: Hal Griffin
- Gig Young: Chuck Wright
- Robert Middleton: Sam Kobish
- Alan Reed: El detectiu
- Bert Freed: Tom Winston
- Ray Collins: El xèrif Masters
- Whit Bissell: Carson, l'agent de l'FBI
- Ray Teal: El tinent Fredericks

I, entre els actors que no surten als crèdits :
- Walter Baldwin: George Patterson
- Ann Doran: la Sra. Walling
- Pat Flaherty: Dutch
- Don Haggerty: Un detectiu

## Premi
- Premi Edgar-Allan-Poe al millor guió per Joseph Hayes

## Al voltant de la pel·lícula
Un remake es va realitzar l'any 1990 per Michael Cimino sota el mateix títol, Desperate Hours, amb Mickey Rourke i Anthony Hopkins.